# 정겨운
정겨운(1982년 6월 28일 ~ )은 대한민국의 배우이다.

## 학력
- 대동세무고등학교
- 대덕대학교

## 연기 활동

### 드라마
- 2004년 모바일드라마 《다섯개의 별》
- 2005년 SBS 드라마 스페셜《건빵선생과 별사탕》 ... 이호준 역
- 2006년 MBC 수목미니시리즈 《닥터 깽》 ... 배 형사 역
- 2006년 MBC 단막극 《MBC 베스트극장 - 그 남자의 질투》 ... 킹카 고등학생 이준기 역
- 2007년 KBS2 주말연속극 《행복한 여자》 ... 최준호 역
- 2008년 SBS 드라마 스페셜 《불한당》 ... 장태오 역
- 2008년 KBS2 수목드라마 《태양의 여자》 ... 태권도 사범, 차동우 역
- 2008년 MBC 주말 특별기획 《달콤한 인생》 ... 강성구 역
- 2009년 KBS2 수목드라마 《미워도 다시 한 번 2009》 ... 한명인의 아들, 이민수 역
- 2009년 KBS2 납량특집드라마 《전설의 고향》〈죽도의 한〉 ... 남상헌 역
- 2009년 SBS 주말극장 《천만번 사랑해》 ... 백강호 역
- 2010년 SBS 월화미니시리즈 《닥터 챔프》 ... 박지헌 역
- 2011년 SBS 드라마 스페셜 《싸인》 ... 최이한 역
- 2011년 KBS2 수목드라마 《로맨스 타운》 ... 강건우 역
- 2012년 SBS 월화드라마 《샐러리맨 초한지》 ... 최항우 역
- 2012년 SBS 드라마 스페셜 《부탁해요 캡틴》 ... 톱스타 역 (특별출연)
- 2012년 tvN 미니시리즈 《로맨스가 필요해 2012》 ... 김한섭 역 (특별출연)
- 2012년 MBC 창사51주년특별기획 《마의》 ... 소현세자 역 (특별출연)
- 2013년 SBS 주말극장 《원더풀 마마》 ... 장훈남 역
- 2013년 웹드라마 《방과 후 복불복》 ... 음치 학교 짱 역 (특별출연)
- 2014년 SBS 월화드라마 《신의 선물 - 14일》 ... 현우진 역
- 2014년 TV조선 아내 본능탐구 드라마 《아내스캔들 - 바람이 분다》 ... 바람남 역
- 2014년 SBS 주말 특별기획 《미녀의 탄생》 ... 이강준 역
- 2015년 MBC EVERY1 목요드라마 《투 비 컨티뉴드》 ... 택시기사 역
- 2015년 KBS2 월화드라마 《오 마이 비너스》 ... 임우식 / 임스타 역
- 2017년 MBC 주말드라마 《당신은 너무합니다》 ... 박현준 역
- 2024년 디즈니+ 오리지널 드라마 《화인가 스캔들》 ... 김용국 역

### 영화
| 연도 | 제목                 | 역할    | 비고 |
| ---- | -------------------- | ------- | ---- |
| 2006 | 시간                 | 남자 3  | 단역 |
| 2012 | 간첩                 | 우 대리 |      |
| 2012 | 더 리플렉션          | 자운    |      |
| 2014 | 이쁜 것들이 되어라   | 한정도  |      |
| 2015 | 고양이 장례식        | 현석    |      |
| 2016 | 불청객 - 반가운 손님 | 지훈    |      |
| 2016 | 실종: 사라진아내     | 조태식  |      |
| 2018 | 오장군의 발톱        | 소대장  |      |
| 2018 | 순이                 | 창수    |      |

### 뮤직비디오
- 2005년 빅마마 - 〈여자〉

## 방송
- 2011년 5월 5일 KBS2 《해피투게더 3》 성유리, 김민준, 민효린, 손병호 (로맨스 타운 출연진들과 함께 출연)
- 2012년 XTM 《리얼캠핑쇼 아드레날린》 ... MC
- 2012년 SBS 《가요대전 - The Color of K-POP》 ... MC (with 아이유, 수지)
- 2014년 SBS 《에코빌리지 즐거운 家!》 ... 패널
- 2015년 MBC 《진짜 사나이》 ... 패널
- 2019년 SBS 동상이몽 2 - 너는 내 운명

## 홍보대사 활동
- 2009년 캘리포니아 관광홍보대사
- 2011년 제7회 제천국제음악영화제 홍보대사
- 2011년 한국청소년육성회 홍보대사

## 수상 및 후보
| 연도   | 시상식                            | 부문                             | 작품                    | 결과 |
| ------ | --------------------------------- | -------------------------------- | ----------------------- | ---- |
| 2008년 | KBS 연기대상                      | 남자 신인연기상                  | 태양의 여자             | 수상 |
| 2009년 | 제4회 앙드레김 베스트 스타 어워드 | 연기자부문 스타상                | 빈칸                    | 수상 |
| 2009년 | 제45회 백상예술대상               | TV부문 남자 신인연기상           | 태양의 여자             | 후보 |
| 2009년 | KBS 연기대상                      | 남자 단막극상                    | 전설의 고향 - 죽도의 한 | 후보 |
| 2009년 | SBS 연기대상                      | 뉴스타상                         | 천만번 사랑해           | 수상 |
| 2009년 | SBS 연기대상                      | 연속극부문 남자 연기상           | 천만번 사랑해           | 후보 |
| 2010년 | SBS 연기대상                      | 특별기획부문 남자 우수연기상     | 닥터 챔프               | 후보 |
| 2011년 | KBS 연기대상                      | 미니시리즈부문 남자 우수연기상   | 로맨스 타운             | 후보 |
| 2011년 | SBS 연기대상                      | 드라마스페셜부문 남자 우수연기상 | 싸인                    | 수상 |
| 2012년 | SBS 연기대상                      | 미니시리즈부문 남자 우수연기상   | 샐러리맨 초한지         | 후보 |
| 2013년 | SBS 연기대상                      | 장편드라마부문 남자 최우수연기상 | 원더풀 마마             | 후보 |
| 2014년 | SBS 연기대상                      | 미니시리즈부문 남자 우수연기상   | 신의 선물 - 14일        | 후보 |